# Garbina
Garbina – wieś w Polsce położona w województwie warmińsko-mazurskim, w powiecie braniewskim, w gminie Braniewo.

## Części wsi
| SIMC    | Nazwa     | Rodzaj    |
| ------- | --------- | --------- |
| 0148346 | Pastwiska | część wsi |

W latach 1975–1998 miejscowość administracyjnie należała do województwa elbląskiego. Wieś znajduje się w historycznym regionie Warmia.

## Kapliczka w Garbinie
W 2012, znajdująca się w miejscowości kapliczka w stanie ruiny, została poddana gruntownej renowacji. Przy kapliczce odprawiane są majowe nabożeństwa ku czci Najświętszej Marii Panny. Uczestniczą w nich mieszkańcy wsi, także dzieci. 
Z tyłu kapliczki znajduje się tablica poświęcona poległym w I wojnie światowej (prawdopodobnie mieszkańcom pobliskich miejscowości). Kapliczka jest obiektem sakralnym dla mieszkańców Garbiny i sąsiednich wsi.